# シコルスキー S-16
シコルスキー S-16
- 設計者：イーゴリ・シコールスキイ[1]
- 製造者：イーゴリ・シコールスキイ[1]
- 運用者：ロシア帝国、ソビエト連邦[1]
- 初飛行：1915年2月6日[1]
- 生産数：27機[1]または34機[2]
- 退役：1923 - 1924年[1]
- 運用状況：退役[1]

シコルスキー S-16（英語: Sikorsky S-16、ロシア語: Сикорский С-16）は、ロシア帝国で開発された単発複葉戦闘機。

## 概要

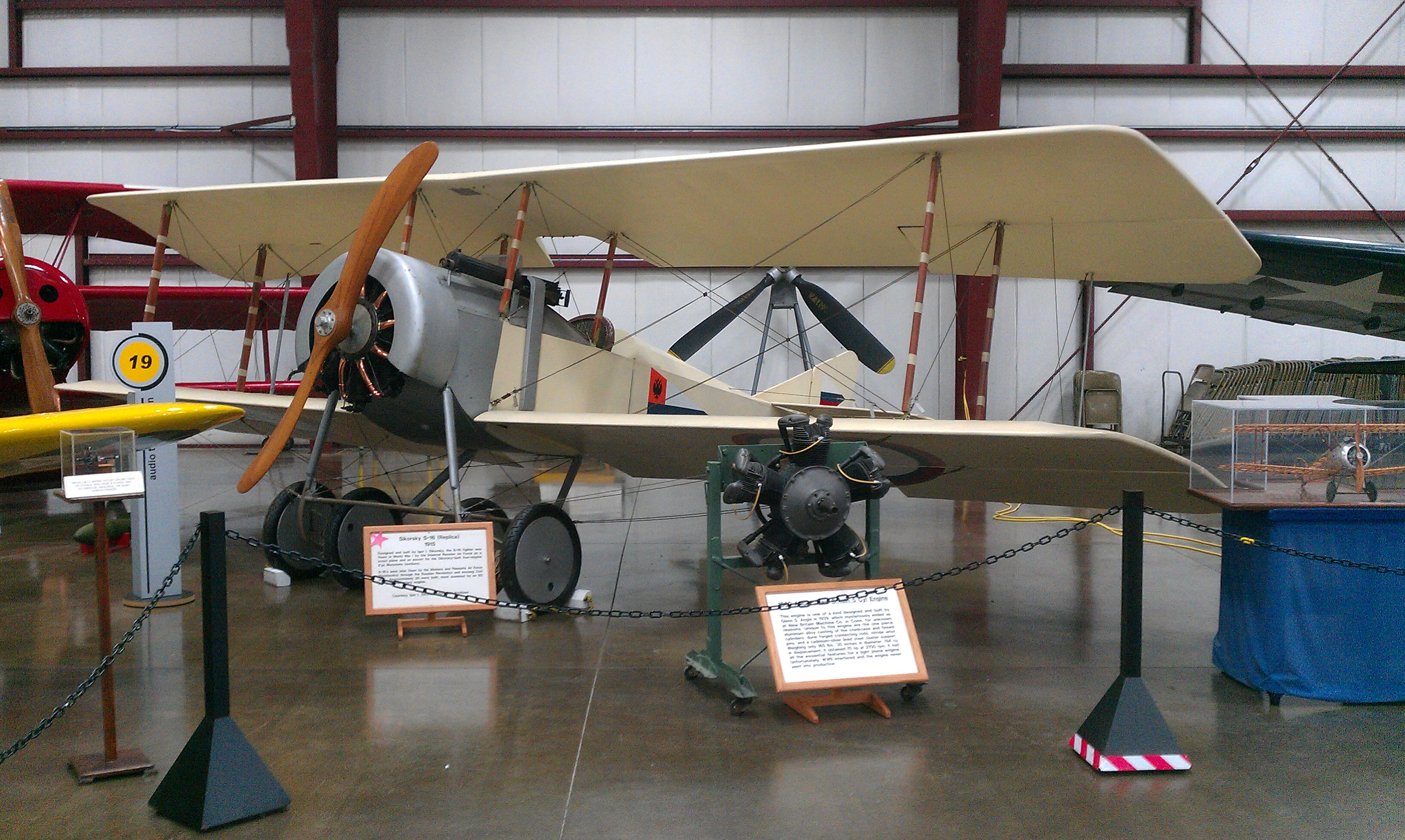
コネチカット州のニューイングランド航空博物館に展示されている実物大レプリカ

偵察機兼イリヤー・ムーロメツ爆撃機の護衛戦闘機として開発された機体であり、試作機は1915年2月6日に初飛行した。ロシア機としては初めてプロペラ同調式の7.7ミリ機関銃を装備したが、同調装置に問題があり、しばしば故障のため任務を中断しなければならなかったという。少数の機体では、上翼の中央部に追加の機関銃を装備していた。110馬力（100馬力とも）のル・ローヌ製ロータリーエンジンを想定して設計されていたが、80馬力のノーム製エンジンを搭載することになったため、列強諸国の機体と比べると性能は劣った。サイズ・エンジンなどが異なる5タイプが製造され、生産数は27機または34機であった。少なくとも1機は、車輪に代えて双フロートを装備していた。
1915年3月から、イリヤー・ムーロメツ部隊に配備されて試験と評価が行われた。第一次世界大戦とロシア革命を経て労農赤軍でも使用され、最終的に1923年から1924年ごろにスクラップにされたとみられている。

## 要目
- 乗員：2名[1]
- 全長：6.2 m[1]
- 全幅：8.4 ｍ[1]
- 全高：2.78 m[1]
- エンジン：Gnome Le Rhone×1基（80馬力）[1]
  - Kalep Kalep-60（60馬力）、Gnome Monosoupape（100馬力）を搭載したものもある[1]。
- 重量：407 kg（空虚）、767 kg（全備）[1]
- 最大速度：117 km/h（海面高度）[1]
- 上昇速度：7分/1,000m[1]
- 上昇限度：3,500 m[1]